# ستيفانو مودينا
ستيفانو مودينا (بالإيطالية: Stefano Modena)‏ مواليد 12 مايو 1963، هو سائق فورملا 1 إيطالي سابق كان قد بدأ مسيرته الاحترافية سنة 1987. كان أول سباق له هو جائزة أستراليا الكبرى 1987. خاض خلال مسيرته 81 سباقاً.

## سباقات شارك فيها
- بطولة فورمولا 3 الإيطالية

## روابط خارجية
- ستيفانو مودينا على موقع Racing-Reference.info (الإنجليزية)
- ستيفانو مودينا على موقع DriverDB.com (الإنجليزية)